# Coppa del Mondo di combinata nordica 2014
La Coppa del Mondo di combinata nordica 2014, trentunesima edizione della manifestazione organizzata dalla Federazione Internazionale Sci, iniziò il 30 novembre 2013 a Kuusamo, in Finlandia, e si concluse il 16 marzo 2014 a Falun, in Svezia.
Furono disputate 22 delle 23 gare previste, in 12 diverse località: 16 individuali Gundersen, 6 a squadre (tre in formula 4x5 km e tre sprint a coppie); 9 gare si svolsero su trampolino normale, 13 su trampolino lungo. Nel corso della stagione si tennero i XXII Giochi olimpici invernali di Soči 2014, non validi ai fini della Coppa del Mondo, il cui calendario contemplò dunque un'interruzione a febbraio.
Il tedesco Eric Frenzel si aggiudicò la coppa di cristallo, il trofeo assegnato al vincitore della classifica generale. Non furono stilate classifiche di specialità; Frenzel era il detentore uscente della Coppa generale.

## Risultati
| Data             | Località            | Nazione   | Trampolino                  | Spec.            | Primo                                                               | Secondo                                                                      | Terzo                                                                  |
| ---------------- | ------------------- | --------- | --------------------------- | ---------------- | ------------------------------------------------------------------- | ---------------------------------------------------------------------------- | ---------------------------------------------------------------------- |
| 30 novembre 2013 | Kuusamo             | Finlandia | Rukatunturi HS142           | IN LH/10 km      | Eric Frenzel                                                        | Jørgen Graabak                                                               | Magnus Krog                                                            |
| 1º dicembre 2013 | Kuusamo             | Finlandia | Rukatunturi HS142           | T LH/4x5 km      | Norvegia Håvard Klemetsen Magnus Krog Mikko Kokslien Jørgen Graabak | Germania Björn Kircheisen Manuel Faißt Johannes Rydzek Eric Frenzel          | Giappone Taihei Katō Yoshito Watabe Hideaki Nagai Akito Watabe         |
| 7 dicembre 2013  | Lillehammer         | Norvegia  | Lysgårdsbakken HS100        | IN NH/10 km      | Jason Lamy-Chappuis                                                 | Akito Watabe                                                                 | Mikko Kokslien                                                         |
| 8 dicembre 2013  | Lillehammer         | Norvegia  | Lysgårdsbakken HS138        | IN LH/10 km      | Eric Frenzel                                                        | Magnus Krog                                                                  | Akito Watabe                                                           |
| 14 dicembre 2013 | Ramsau am Dachstein | Austria   | W90-Mattensprunganlage HS98 | T SP NH/2x7,5 km | Norvegia I Mikko Kokslien Jørgen Graabak                            | Norvegia II Håvard Klemetsen Magnus Krog                                     | Italia Samuel Costa Alessandro Pittin                                  |
| 15 dicembre 2013 | Ramsau am Dachstein | Austria   | W90-Mattensprunganlage HS98 | IN NH/10 km      | Eric Frenzel                                                        | Håvard Klemetsen                                                             | Mikko Kokslien                                                         |
| 21 dicembre 2013 | Schonach            | Germania  | Langenwaldschanze H106      | IN NH/10 km      | Magnus Moan                                                         | Håvard Klemetsen                                                             | Akito Watabe                                                           |
| 22 dicembre 2013 | Schonach            | Germania  | Langenwaldschanze H106      | IN NH/10 km      | Jason Lamy-Chappuis                                                 | Johannes Rydzek                                                              | Akito Watabe                                                           |
| 4 gennaio 2014   | Čajkovskij          | Russia    | Snežinka HS106              | IN NH/10 km      | Tim Hug                                                             | Björn Kircheisen                                                             | Miroslav Dvořák                                                        |
| 5 gennaio 2014   | Čajkovskij          | Russia    | Snežinka HS140              | IN LH/10 km      | Wilhelm Denifl                                                      | Björn Kircheisen                                                             | Miroslav Dvořák                                                        |
| 11 gennaio 2014  | Chaux-Neuve         | Francia   | La Côté Feuillée HS118      | IN LH/10 km      | Mikko Kokslien                                                      | Magnus Krog                                                                  | Jørgen Graabak                                                         |
| 12 gennaio 2014  | Chaux-Neuve         | Francia   | La Côté Feuillée HS118      | T SP LH/2x7,5 km | Germania II Tino Edelmann Fabian Rießle                             | Norvegia II Mikko Kokslien Jørgen Graabak                                    | Germania I Johannes Rydzek Eric Frenzel                                |
| 17 gennaio 2014  | Seefeld in Tirol    | Austria   | Toni Seelos HS109           | IN NH/5 km       | Eric Frenzel                                                        | Magnus Moan                                                                  | Tino Edelmann                                                          |
| 18 gennaio 2014  | Seefeld in Tirol    | Austria   | Toni Seelos HS109           | IN NH/10 km      | Eric Frenzel                                                        | Johannes Rydzek                                                              | Magnus Moan                                                            |
| 19 gennaio 2014  | Seefeld in Tirol    | Austria   | Toni Seelos HS109           | IN NH/15 km      | Eric Frenzel                                                        | Håvard Klemetsen                                                             | Magnus Moan                                                            |
| 25 gennaio 2014  | Oberstdorf          | Germania  | Schattenberg HS137          | T LH/4x5 km      | Germania Tino Edelmann Johannes Rydzek Fabian Rießle Eric Frenzel   | Francia Maxime Laheurte François Braud Sébastien Lacroix Jason Lamy-Chappuis | Austria Wilhelm Denifl Marco Pichlmayer Christoph Bieler Mario Stecher |
| 26 gennaio 2014  | Oberstdorf          | Germania  | Schattenberg HS137          | IN LH/10 km      | Eric Frenzel                                                        | Jan Schmid                                                                   | Akito Watabe                                                           |
| 28 febbraio 2014 | Lahti               | Finlandia | Salpausselkä HS130          | IN LH/10 km      | Johannes Rydzek                                                     | Akito Watabe                                                                 | Eric Frenzel                                                           |
| 1º marzo 2014    | Lahti               | Finlandia | Salpausselkä HS130          | T SP LH/2x7,5 km | Norvegia I Håvard Klemetsen Jørgen Graabak                          | Germania I Eric Frenzel Johannes Rydzek                                      | Francia I François Braud Sébastien Lacroix                             |
| 6 marzo 2014     | Trondheim           | Norvegia  | Granåsen HS140              | IN LH/10 km      | Johannes Rydzek                                                     | Jørgen Graabak                                                               | Magnus Moan                                                            |
| 8 marzo 2014     | Oslo                | Norvegia  | Holmenkollen HS134          | IN LH/10 km      | Johannes Rydzek                                                     | Magnus Moan                                                                  | François Braud                                                         |
| 15 marzo 2014    | Falun               | Svezia    | Lugnet HS100                | IN NH/10 km      | Akito Watabe                                                        | Jørgen Graabak                                                               | Alessandro Pittin                                                      |
| 16 marzo 2014    | Falun               | Svezia    | Lugnet HS100                | T NH/4x5 km      | annullata                                                           | annullata                                                                    | annullata                                                              |

Legenda:

IN = individuale Gundersen

SP = sprint

T = gara a squadre

NH = trampolino normale

LH = trampolino lungo

## Classifiche

### Generale
| Pos. | Nome                | Nazione  | Punti |
| ---- | ------------------- | -------- | ----- |
| 1    | Eric Frenzel        | Germania | 1031  |
| 2    | Johannes Rydzek     | Germania | 779   |
| 3    | Akito Watabe        | Giappone | 730   |
| 4    | Magnus Moan         | Norvegia | 571   |
| 5    | Håvard Klemetsen    | Norvegia | 530   |
| 6    | Jason Lamy-Chappuis | Francia  | 526   |
| 7    | Jørgen Graabak      | Norvegia | 509   |
| 8    | Mikko Kokslien      | Norvegia | 454   |
| 9    | Wilhelm Denifl      | Austria  | 380   |
| 10   | Magnus Krog         | Norvegia | 368   |

### Nazioni
| Pos. | Nazione     | Punti |
| ---- | ----------- | ----- |
| 1    | Germania    | 4123  |
| 2    | Norvegia    | 4025  |
| 3    | Austria     | 2707  |
| 4    | Francia     | 1905  |
| 5    | Giappone    | 1628  |
| 6    | Stati Uniti | 916   |
| 7    | Italia      | 825   |
| 8    | Finlandia   | 670   |
| 9    | Slovenia    | 564   |
| 10   | Rep. Ceca   | 471   |